# José Moreira (tipógrafo)
José Moreira, nome de clandestinidade Lino (Vieira de Leiria, 12 de Outubro de 1912 – Sede da PIDE em Lisboa, 22 de Janeiro de 1950), foi um militante comunista revolucionário anti-fascista português membro do Partido Comunista Português. Responsável pelas tipografias clandestinas onde era ilegalmente impresso o Jornal Avante!, foi por essa razão assassinado pelo regime do Estado Novo através de tortura pelos agentes da Polícia Internacional e de Defesa do Estado.

## Biografia

### Juventude
Filho de Guilhermina de Jesus e de Manuel Moreira, José Moreira começa a trabalhar muito novo no ofício de serralheiro. Na adolescência, tendo em vista trabalhar na indústria vidreira como operário, parte para a Marinha Grande, localidade na qual fervilhava à época uma forte dinâmica revolucionária operária, onde floresceria o desafio ao regime do Estado Novo do Soviete da Marinha Grande, ponto nevrálgico que foi da Greve geral portuguesa de 1934.

### Actividade Comunista Clandestina
Adere ao Partido Comunista Português, à época considerado ilegal pelo regime do Estado Novo. Torna-se funcionário clandestino deste em 1945, com o nome de código "Lino". É-lhe atribuída a tarefa secreta de organizar a imprensa clandestina e ilegal deste partido político, nomeadamente a impressão e distribuição do jornal Avante! e da publicação O Militante.
Com o nome falso de José Mendes Oliveira, José Moreira e a sua companheira Filomena Pereira Galo irão viver juntos numa casa clandestina do PCP na vila do Paço, Torres Novas. A partir desta localidade, José Moreira era o responsável pela rede de tipografias clandestinas do PCP e pela distribuição do que nelas se imprimia por todo o país. Sobre estas escreverá que “uma tipografia clandestina é o coração da luta popular. Um corpo sem coração não pode viver”.
Durante quase 5 anos, entre 1945 e 1949, José Moreira irá percorrer por vezes mais de 2500 quilómetros por mês de bicicleta em todo o país. Ocupar-se-á de conseguir obter o papel e as tintas requeridas pelas tipografias clandestinas, pelas quais os distribui depois às escondidas. Recolherá os textos para publicação, redigidos, entre outros, pelos membros do Secretariado e do Comité Central do Partido Comunista Português, levando-os até aos tipógrafos, entre os quais serve também de ligação. Coordenará depois a distribuição, com outros militantes, dos jornais impressos pelas diversas organizações deste partido.
Em todo este período a PIDE não será capaz de localizar nem desmantelar nenhuma tipografia clandestina do PCP. Conscientes do perigo que corriam e da responsabilidade mútua que tinham pelo sigilo das operações, de acordo com testemunho vídeo registado pela RTP em 1975 de Joaquim Barradas de Carvalho, que com José Moreira fez distribuição clandestina do jornal Avante!,  quando foi pedido aos militantes na clandestinidade que escrevessem num papel o que fariam se fossem detidos pela PIDE, José Moreira terá escrito a frase, mais tarde muitas vezes lembrada pelos antifascistas: "Se for preso, farei o que puder".
A 22 de janeiro de 1950 a casa onde vivem José Moreira e Filomena Pereira Galo será alvo de uma rusga de agentes da Polícia Internacional e de Defesa do Estado, que nela encontram variada imprensa comunista ilegal, além de duas armas de fogo, o que resulta na detenção imediata do casal comunista.

### Assassinato pela PIDE
No mesmo dia em que é detido, José Moreira será levado para a Cadeia do Aljube onde é colocado em isolamento ininterrupto. Detentor de informação que poderia permitir ao Estado Novo desmantelar toda a rede de tipografias clandestinas do PCP, José Moreira é levado para interrogatório na sede da PIDE na Rua António Maria Cardoso. Ali será interrogado incessantemente sob tortura, recusando-se sempre, de acordo com a ficha a polícia política, a prestar declarações. Em resultado dos maus tratos, um ou dois dias depois, no dia 23 ou 24 de Janeiro, José Moreira será morto aos 37 anos de idade pelos agentes da PIDE, que o irão arremessar pela janela do 3º andar, estando por esclarecer se com vida ou já sem vida, com o objectivo de alegar o suicídio de José Moreira. Detida na Prisão de Caxias, Filomena Pereira Galo será posta em liberdade condicional a 4 de Fevereiro desse ano.

## Ligações Externas
- Depoimento filmado de Joaquim Barradas de Carvalho sobre José Moreira em 1975 para a RTP